# Pseudasterina
Pseudasterina is een geslacht van zeesterren uit de familie Asterinidae.

## Soorten
- Pseudasterina delicata Aziz & Jangoux, 1985
- Pseudasterina granulosa Aziz & Jangoux, 1985